# Колио
Ко̀лио (на италиански: Collio, на източноломбардски: Coi, Кой) е село и община в Северна Италия, провинция Бреша, регион Ломбардия. Разположено е на 850 m надморска височина. Населението на общината е 2182 души (към 2013 г.).